# Championnats d'Europe de patinage artistique 1952
Navigation
Édition précédente Édition suivante
Les championnats d'Europe de patinage artistique 1952 ont lieu du 4 au 6 février 1952 à la patinoire extérieure de Vienne en Autriche.

## Qualifications
Les patineurs sont éligibles à l'épreuve s'ils représentent une nation européenne membre de l'Union internationale de patinage (International Skating Union en anglais). Les fédérations nationales sélectionnent leurs patineurs en fonction de leurs propres critères.

## Podiums
| Épreuves                      | Or                    | Argent                      | Bronze                      |
| ----------------------------- | --------------------- | --------------------------- | --------------------------- |
| Messieurs résultats détaillés | Helmut Seibt          | Carlo Fassi                 | Michael Carrington          |
| Dames résultats détaillés     | Jeannette Altwegg     | Jacqueline du Bief          | Barbara Wyatt               |
| Couples résultats détaillés   | Ria Baran / Paul Falk | Jennifer Nicks / John Nicks | Marianna Nagy / László Nagy |

## Tableau des médailles
| Rang  | Nation               | Or | Argent | Bronze | Total |
| ----- | -------------------- | -- | ------ | ------ | ----- |
| 1     | Royaume-Uni          | 1  | 1      | 2      | 4     |
| 2     | Allemagne de l'Ouest | 1  | 0      | 0      | 1     |
| 2     | Autriche             | 1  | 0      | 0      | 1     |
| 4     | France               | 0  | 1      | 0      | 1     |
| 4     | Italie               | 0  | 1      | 0      | 1     |
| 6     | Hongrie              | 0  | 0      | 1      | 1     |
| Total | Total                | 3  | 3      | 3      | 9     |

## Détails des compétitions

### Messieurs
| Rang | Nom                | Nation               | Places | Points | Fig. impo. | Prog. libre |
| ---- | ------------------ | -------------------- | ------ | ------ | ---------- | ----------- |
| 1    | Helmut Seibt       | Autriche             |        |        |            |             |
| 2    | Carlo Fassi        | Italie               |        |        |            |             |
| 3    | Michael Carrington | Royaume-Uni          |        |        |            |             |
| 4    | Alain Giletti      | France               |        |        |            |             |
| 5    | Martin Felsenreich | Autriche             |        |        |            |             |
| 6    | Freimut Stein      | Allemagne de l'Ouest |        |        |            |             |
| 7    | Zdeněk Fikar       | Tchécoslovaquie      |        |        |            |             |
| 8    | György Czakó       | Hongrie              |        |        |            |             |
| 9    | Fritz Loosli       | Suisse               |        |        |            |             |
| 10   | Klaus Loichinger   | Allemagne de l'Ouest |        |        |            |             |

### Dames
| Rang    | Nom                | Nation               | Places | Points | Fig. impo. | Prog. libre |
| ------- | ------------------ | -------------------- | ------ | ------ | ---------- | ----------- |
| 1       | Jeannette Altwegg  | Royaume-Uni          |        |        |            |             |
| 2       | Jacqueline du Bief | France               |        |        |            |             |
| 3       | Barbara Wyatt      | Royaume-Uni          |        |        |            |             |
| 4       | Erika Kraft        | Allemagne de l'Ouest |        |        |            |             |
| 5       | Helga Dudzinski    | Allemagne de l'Ouest |        |        |            |             |
| 6       | Valda Osborn       | Royaume-Uni          |        |        |            |             |
| 7       | Dagmar Lerchová    | Tchécoslovaquie      |        |        |            |             |
| 8       | Gundi Busch        | Allemagne de l'Ouest |        |        |            |             |
| 9       | Eva Weidler        | Autriche             |        |        |            |             |
| 10      | Annelies Schilhan  | Autriche             |        |        |            |             |
| 11      | Erica Batchelor    | Royaume-Uni          |        |        |            |             |
| 12      | Miloslava Tumová   | Tchécoslovaquie      |        |        |            |             |
| 13      | Suzanne Wirz       | Suisse               |        |        |            |             |
| 14      | Yolande Jobin      | Suisse               |        |        |            |             |
| 15      | Ghislaine Kopf     | Autriche             |        |        |            |             |
| 16      | Patricia Devries   | Royaume-Uni          |        |        |            |             |
| 17      | Jarmila Königová   | Tchécoslovaquie      |        |        |            |             |
| 18      | Yvonne Sugden      | Royaume-Uni          |        |        |            |             |
| 19      | Relly Majdan       | Autriche             |        |        |            |             |
| 20      | Rosi Pettinger     | Allemagne de l'Ouest |        |        |            |             |
| 21      | Lidy Stoppelman    | Pays-Bas             |        |        |            |             |
| 22      | Eszter Jurek       | Hongrie              |        |        |            |             |
| Abandon | Leena Pietilä      | Finlande             |        |        |            |             |

### Couples
| Rang | Nom                                      | Nation               | Places | Points |
| ---- | ---------------------------------------- | -------------------- | ------ | ------ |
| 1    | Ria Baran / Paul Falk                    | Allemagne de l'Ouest |        |        |
| 2    | Jennifer Nicks / John Nicks              | Royaume-Uni          |        |        |
| 3    | Marianna Nagy / László Nagy              | Hongrie              |        |        |
| 4    | Silvia Grandjean / Michel Grandjean      | Suisse               |        |        |
| 5    | Peri Horn / Raymond Lockwood             | Royaume-Uni          |        |        |
| 6    | Soňa Balunová-Buriánová / Miloslav Balun | Tchécoslovaquie      |        |        |
| 7    | Sissy Schwarz / Kurt Oppelt              | Autriche             |        |        |
| 8    | Eva Szőllősy / Gabor Vida                | Hongrie              |        |        |
| 9    | Silva Palme / Marco Lajović              | Yougoslavie          |        |        |